# Via Ungaresca
La via Ungaresca era un'antica arteria stradale che nel medioevo rappresentò il principale collegamento tra la Marca Trevigiana e il Friuli.

## Storia
Si trattava di un percorso molto antico, precedente alla romanizzazione del territorio. Come altre strade simili, perse di importanza dopo la costruzione della via Postumia ma, a partire dal III secolo (un periodo di grave instabilità politica, con più imperatori in lotta fra loro), fu recuperata in quanto ritenuta più sicura, protetta a nord dalle Prealpi Bellunesi. La sua importanza accrebbe ulteriormente dopo la disastrosa alluvione del 589 che decretò la scomparsa delle già decadenti Postumia e Annia.
La via si diramava dalla Postumia prima che quest'ultima superasse il Piave nei pressi dell'attuale Maserada. Si dirigeva così verso nord e, guadato il fiume presso l'attuale Ponte della Priula (congiuntamente alla Via Claudia Augusta Altinate) e alla Via Cesarea Augusta conosciuta con Iulia Augusta, incrociava la Opitergium-Tridentum nei dintorni di Susegana e piegava quindi verso est, toccando le attuali Bocca di Strada, Ramera, San Fior, Godega di Sant'Urbano, Orsago, Cordignano, Caneva e Polcenigo, seguendo probabilmente il decumano massimo della centuriazione a nord di Oderzo.
Nel medioevo la strada viene ricordata sia come Postojma o Postioma (era in effetti una diramazione della strada consolare), sia come via Ungarica. In questo periodo rappresentò la principale arteria di collegamento tra il Veneto orientale e il Friuli.